# Rainer Maaß
Rainer Maaß (* 5. Juni 1981 in Rostock) ist ein deutscher Musicaldarsteller und Musikpädagoge.

## Leben
Nach Abschluss seiner zwölfjährigen Schullaufbahn in Rostock studierte Maaß von 2001 bis 2004 an der Universität Mainz Elementare Musikpädagogik. Parallel dazu begann er, in Musicals mitzuwirken und wurde 2002 in das Jugendclub-Theater (JCT) des Hessischen Staatstheaters Wiesbaden aufgenommen. Dort spielte er in den folgenden Jahren in Musicals wie Fame, Footloose, Copacabana oder Rent.
2009 wurde Maaß schließlich als Quereinsteiger professioneller Darsteller im Großen Haus, wo er seitdem als Freddy Eynsford-Hill in My fair Lady sowie als Gremio und Lucentio in Kiss me, Kate auf der Bühne stand. Im selben Jahr wurde er von der Freilichtbühne Meppen als Gastdarsteller für die Rolle des Stephen in Copacabana und 2010 als Nick Piazza in Fame – Der Weg zum Ruhm engagiert.
2009 und 2010 verkörperte Maaß im Rahmen von Musical!Kultur die Titelrolle in Jekyll & Hyde (Siegen).
Zurzeit steht er im Staatstheater Wiesbaden als Seymour Krelbourn in Der kleine Horrorladen, Bela Zangler in Crazy for You und Vernon Hines in The Pyjama Game auf der Bühne und ist außerdem als Radames der Aida-Produktion der Theatertruppe Pinocchio'90 in Limburg an der Lahn zu sehen.
Maaß wirkt seit 2003 zudem in den Musical-Ensembles Sound of Musicals und Musical Tonight mit.

## Produktionen
| Spielzeiten | Titel                                  | Rolle                    | Ort                                  |
| 2003–2005   | Fame                                   | Ensemble / Mr. Sheinkopf | JCT Wiesbaden, Kleines Haus          |
| 2004–2006   | The Beautiful Game                     | Ginger O’Shaughnessy     | JCT Wiesbaden, Kleines Haus          |
| 2005–2006   | Du bist in Ordnung, Charlie Brown      | Schröder                 | JCT Wiesbaden, Wartburg              |
| 2005–2007   | La Cage aux Folles                     | Ensemble                 | Staatstheater Wiesbaden, Großes Haus |
| 2005–2007   | Footloose                              | Willard Hewitt           | JCT Wiesbaden, Kleines Haus          |
| 2006–2007   | I love you, you’re perfect, now change | Mann 2                   | JCT Wiesbaden, Wartburg              |
| 2006–2009   | Copacabana                             | Stephen                  | JCT Wiesbaden, Kleines Haus          |
| 2007–2009   | HONK!                                  | Erwin Erpel & Graufuß    | JCT Wiesbaden, Wartburg              |
| 2007–2009   | Rent                                   | Mark Cohen               | JCT Wiesbaden, Kleines Haus          |
| 2008–2010   | Anything goes                          | Lord Evelyn Oakleigh     | JCT Wiesbaden, Kleines Haus          |
| 2008–2010   | Baby                                   | Alan                     | JCT Wiesbaden, Wartburg              |
| 2009        | Copacababa                             | Stephen                  | Freilichtbühne Meppen                |
| 2009–2010   | Jekyll & Hyde                          | Dr. Jekyll/Mr. Hyde      | Apollo-Theater Siegen                |
| 2009–2010   | My fair Lady                           | Freddy Eynsford-Hill     | Staatstheater Wiesbaden, Großes Haus |
| 2009–2011   | Crazy for You                          | Bela Zangler             | JCT Wiesbaden, Kleines Haus          |
| 2009–2011   | Der kleine Horrorladen                 | Seymour Krelbourn        | JCT Wiesbaden, Wartburg              |
| 2009–2011   | Kiss me, Kate                          | Gremio / Lucentio        | Staatstheater Wiesbaden, Großes Haus |
| 2010        | FAME                                   | Nick Piazza              | Freilichtbühne Meppen                |
| 2010        | AIDA                                   | Radames                  | Stadthalle Hadamar                   |
| 2010–2011   | The Pyjama Game                        | Vernon Hines             | JCT Wiesbaden, Kleines Haus          |